# Gino Amisano
Gino Amisano (San Salvatore Monferrato, 15 novembre 1921 – Genova, 30 giugno 2009) è stato un imprenditore e dirigente sportivo italiano.

## Biografia
Diplomato ragioniere, nel 1945 avviò, a Valenza, un'azienda di coperture per selle da bicicletta e di caschi leggeri Robic per ciclisti. Nel 1946 fonda l'AGV (sigla di Amisano Gino Valenza) con la quale passò alla produzione di selle per gli scooter Vespa e Lambretta. Il primo casco per motociclisti, firmato AGV, è del 1947. Nel 1953 progettò il primo casco da corsa in vetronite; i prodotti della sua azienda nei decenni successivi furono usati sempre più frequentemente nelle gare di Formula 1 e di motociclismo. Il primo casco integrale è del 1967  l'X-3000 sviluppato con Giacomo Agostini.
Personalità di spicco nel mondo del motociclismo (il successo mondiale dei suoi prodotti lo portò ad essere soprannominato "il re dei caschi"), s'impegnò per la sicurezza dei piloti, finanziando il primo progetto di clinica mobile del dottor Claudio Costa (1977). Indossarono i suoi caschi piloti del calibro di Giacomo Agostini, Kenny Roberts, Niki Lauda e Valentino Rossi.
Negli anni ottanta entrò nel mondo del calcio, rilevando e salvando l'Alessandria dal fallimento. Restò legato alla squadra per circa quindici anni, ricoprendo il ruolo di presidente tra il 1987 e il 1991 e poi nuovamente tra il 1994 e il 2001, anno in cui lasciò la squadra ad Aldo Spinelli; nel periodo della gestione Amisano la squadra ottenne varie promozioni in Serie C1, ma fallì il ritorno in B.
Negli ultimi anni gestì vigneti nei pressi di Gavi e s'impegnò nella beneficenza sovvenzionando l'Istituto Giannina Gaslini di Genova; si trasferì infine a Nervi, dove morì a 87 anni.